# Victor Landau
Victor Landau (New York, 18 juni 1916 – Poughkeepsie, 1 december 1990) was een Amerikaanse componist, muziekpedagoog, dirigent en muziekcriticus. Hij was een zoon van het echtpaar Samuel Landau en Elizabeth Grubman Landau. 

## Levensloop
Landau studeerde aan de Universiteit van New York. Aldaar voltooide hij 1957 zijn studies en promoveerde tot Ph.D. (Philosophiæ Doctor) met de dissertatie The Harmonic Theories of Paul Hindemith in Relation to His Practice as a Composer of Chamber Music. Hij werkte als docent aan het Brooklyn College in Brooklyn en vanaf 1950 aan het State University College (SUNY) in New Paltz (New York).  Verder was hij aldaar dirigent van het harmonieorkest. In 1987 ging hij met pensioen. 
Als componist schreef hij werken voor verschillende genres. Landau was lid en een bepaalde tijd voorzitter van de American Association of University Professors. Verder was hij lid van de American Composers Alliance en de American Musicological Society. 

## Composities

### Werken voor orkest
- 1940 Adagio, voor strijkorkest
- 1981 rev.1986 Concert in C majeur, voor viool, gemengd koor en kamerorkest - tekst: Daniel Samburski

### Werken voor harmonieorkest
- 1983 Quodlibet and ground on a well-known theme, voor harmonieorkest
- 1986 Folk Song Suite, voor harmonieorkest - première: 6 maart 1987 door de United States Military Academy Band in de Eisenhower Hall, in West Point[4]
  1. Shir hae̓mek
  2. Hashivenu elecha
  3. Fugue
- United Nations, mars
- Variation on a Russian Theme

### Vocale muziek

#### Werken voor koor
- 1937 The laughers: a madrigal, voor gemengd koor - tekst: Louis Untermeyer
- 1939 Paiute cradle song, voor gemengd koor (SAATB) a capella - tekst: Mary Austin Holley
- 1947 Eli, Eli, voor sopraan, tenor en gemengd koor
- 1981 rev.1986 Sonata concertante, voor viool, gemengd koor en piano (bewerking/reductie van het Concert in C majeur) - tekst: Daniel Samburski
- 1984 Choral fantasy: Shir ha'emek, voor gemengd koor en piano - tekst: Daniel Samburski

#### Liederen
- 1947 3 Liederen op gedichten van James Joyce, voor zangstem, cello en piano
  1. Alone
  2. Winds of May
  3. On the Beach of Fonatna
- From dewy dreams, my soul, arise, voor zangstem en piano - tekst: James Joyce
- I who have no dearth of words, voor zangstem en piano - tekst: Mike Carver
- Longing, voor zangstem en piano - tekst: Matthew Arnold

### Kamermuziek
- 1960 Air and dance - Israeli folk tunes, voor blaaskwintet (dwarsfluit, hobo, klarinet, hoorn en fagot)
- 1981/1985 Concert in C majeur, bewerkt voor viool en instrumentaal ensemble (dwarsfluit, hobo, klarinet, 2 fagotten, 2 hoorns, 2 violen, altviool, cello en contrabas)
- Scherzo, voor altviool en piano
- Sonate concertante, voor viool en piano

### Werken voor piano
- Rainbow gavotte

## Publicaties
- Some Opinions on Piano Class Organization and Pedagogy, Music Educators Journal, vol. 41 nr. 4 (Feb. - Mar., 1955), pp. 70-71 ISSN 0027-4321
- The harmonic theories of Paul Hindemith in relation to his practice as a composer of chamber music, Thesis (Ph. D.), New York University, 1958, 325 p.